# 揚雄

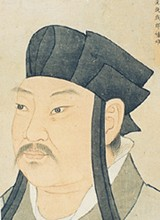
揚雄

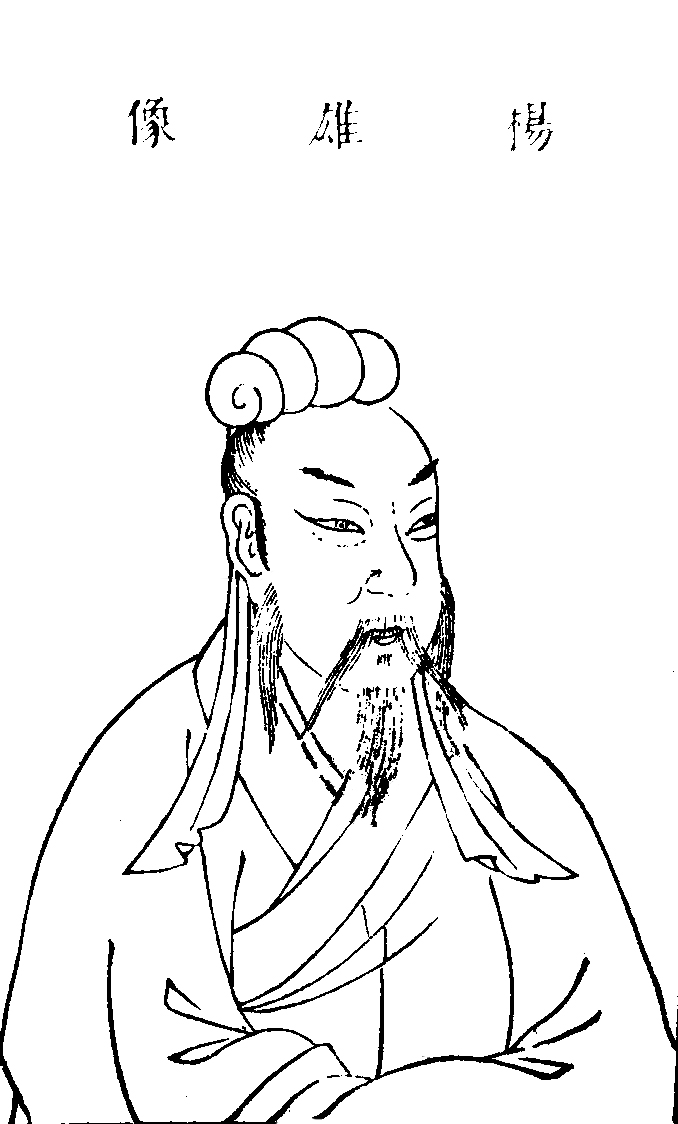
揚雄

揚 雄（よう ゆう、紀元前53年（宣帝の甘露元年） - 18年（王莽の天鳳5年））は、中国前漢時代末期の文人・学者。蜀郡成都県の人。字は子雲。また楊雄とも表記する。

## 生涯
揚雄は年少の頃から学問を好み、広く書を読んで見ていない書物がないほどであった。細々としたことは気にしない大まかな性格で、人と論争するのは得意ではなく、黙って思惑に耽ることを好んだ。また富谷や名声を求めようとしなかった。家産は十金にすぎず、わずか1石（訳31キロ）か2石の米のたくわえもない貧しさであったが、安らかで落ち着いており、度量が大きかった。蜀の地にいた若いころは、郷土の先輩の司馬相如の影響から辞賦作りに没頭していた。賦を作るごとに司馬相如の作品を見本とした。また揚雄は、世に悲観し、自ら江水に身を投じた屈原の『離騒』に深く感銘を受け、『反離騒』を作り、その死を哀悼した。30歳を過ぎたときはじめて都の京師に上るが、彼の文学の才能を推薦する者がおり、これが認められて待詔（皇帝の下問に答える者）となった。同年12月に成帝の羽猟に随行し、「羽猟賦」を奏上することにより、さらに郎に進み、黄門に給事することになるが、これを機に、王莽・劉歆らと同僚になり、交流を結んだ。劉歆との出会いは、さらに揚雄に貴重な交友関係をもたらした。それは、班氏一門との交遊であった。揚雄と班氏一門との交遊は班固の曾祖父の班斿に始まる。班斿は「博学にして逸材」（『漢書叙伝』）と称され、劉向とともに書を校する仕事に携わっていた人物であった。さらに斿のあと、子の嗣と交流が続いたが、彼は当時異端とされていた道家の思想に精通していた人物として知られていた。このときの班氏一門との交遊は、揚雄が在蜀時代から好み、かつ学んでいた道家思想への理解を一層深めていく重要な契機となった。郷里では博覧強記を誇った揚雄も、京洛の地で自らの夜郎自大ぶりを悟り、成帝の勅許を得て3年間勉学のために休職すると、その成果を踏まえ「甘泉賦」「長揚賦」「逐貧賦」などを次々とものし、辞賦作家としての名声をほしいままにした。。
『文心雕龍』を著した南朝梁の劉勰によれば、揚雄の賦は、彼以前の司馬相如らのそれが字句の彫琢に腐心しているのに比べ、経書などを多く引用して学術的傾向を持っており、新境地を開いていると評価する。しかし揚雄の奮闘も単なる言葉遊びに堕していく当時の辞賦の趨勢には抗えず、限界を感じた彼は、ついに「賦なる者は童子の雕蟲篆刻にして、壮夫は為さざるなり」（『法言』）として文芸作家としての道を断念、以後は学問研究に身を投じた。
創作活動をあきらめた揚雄であったが、学究の徒としても異数の才を発揮し、『太玄経』（『易経』を模したもの）、『法言』（『論語』を模したもの）、『方言』（当時の各地の方言を集めたもの）など、今日に残る著作を世に出した。現在は佚して伝わらないが、『孟子』にも注解を施していたようである（『宋史』芸文志）。

## 揚雄投閣
10年（新の始建国2年）、揚雄63歳のときのことである。漢の高祖の廟から王莽を天子に指名する符（ふだ）が出たと称して帝位についた（8年）王莽は、以後はその符の神秘性・高貴さを保持するため、新たに符命を称することを禁じた。しかし、これに違反して劉歆の子の劉棻らが改めて符を莽に献上してしまったことから、莽は激怒、関係者の処罰に乗り出した。
劉棻は揚雄の門人で、以前符の書式について棻に助言したことがあるなどの経緯から、司直の手を逃れられぬと感じた揚雄は、思い余った末に天禄閣の上から投身自殺を図る。揚雄と顔見知りの間柄であった王莽は事を荒立てるつもりはなかったが、揚雄の一人合点で大事に至った。結局大怪我はしたものの、生命に別状はなく、自殺未遂に終わったことも手伝って、都中に知れ渡るところとなった。当時流行った俗謡に言う「惟（こ）れ寂惟れ寞にして自ら閣より投じ、爰（ここ）に清爰に静にして符命を作る」（揚雄自身が作った「解嘲賦」の一節を捩っている）。この後、揚雄は8年ほど生き長らえ、18年（天鳳5年）卒した。享年71。